# Aidan Baker

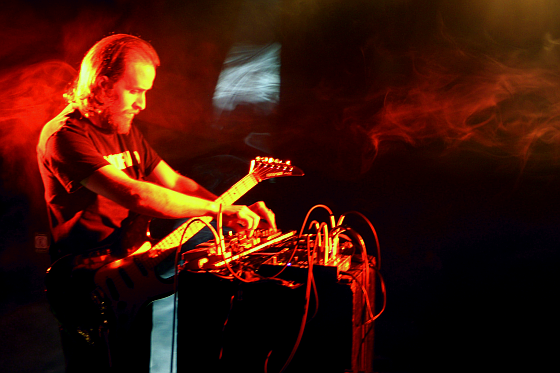
Aidan Baker in 2008

Aidan Baker (1974) is een Canadees fluitist en gitarist.
Zijn muzikale loopbaan begon toen hij 5 jaar was; hij ging piano spelen. Vervolgens pakt hij de dwarsfluit op, maar ziet dat daar behalve spelen als zoveelste fluitist in een symfonieorkest (te) weinig mogelijkheden. Hij stapte over naar de gitaar. Hij probeerde het zelf uit en zijn muziek werd steeds minder songgericht. Invloeden kreeg hij van Jimi Hendrix, Stanley Jordan en Dave Navarro van Jane's Addiction. Zijn muziek bestaat meestal uit improvisatie, maar soms zijn er ook voorgecomponeerde stukken.
Baker woont in de omgeving van Toronto en treedt daar regelmatig op, maar is ook soms te horen in New York en Montreal. Van Baker verschijnen zo snel albums achter elkaar, dat het haast ondoenlijk is hem artistiek te volgen; zijn eerste album verscheen in 2000 en in 2009 stond de teller al boven de 80. Aidan Baker speelde daarbij niet alleen solo, maar speelde ook in Arc (trio) en Nadja (duo). Zijn muziekstijl is ambient, van zeer rustige tot zeer indringende. In die laatste soort heeft hij meegespeeld op albums van Dirk Serries onder de paraplu van Fear Falls Burning, zo’n beetje de zwaarste ambient die er is.

## Discografie
Zijn muziek verscheen op allerlei obscure platenlabels buiten het “gewone circuit” om. Tussen haakjes staat het platenlabel aangegeven.
2000
- Element (Arcolepsy Records)

2002
- I Fall into You (Public Eyesore)
- Letters (Arcolepsy)
- Pretending to Be Fearless (Fleshmadeword)
- Repercussion (Piehead Records)
- Rural (Blade Records)
- Wound Culture (Unbound Books), soundtrack voor zijn gelijknamige boek

2003
- At the Fountain of Thirst (Mystery Sea)
- Black Flowers Blossom (Sonic Syrup)
- Cicatrice (Dreamland Recordings)
- Concretion (DTA Records)
- Corpus Callosum (Kolorform Records)
- Dreammares (Mechanoise Labs)
- Eye of Day (Foreign Lands)
- Loop Studies One (Laub Records)
- Loop Studies Remixed (Arcolepsy Records)
- Métamorphose (En Sept Étages) (S'agita Recordings)
- Terza Rima (Public Eyesore)
- The taste of summer on your skin (Taalem)
- Threnody One: Lamentation (Nulll)

2004
- An Intricate Course of Deception (.Angle.Rec.)
- Antithesis (petite sono)
- At the base of the Mind is Coiled a Serpent (Le Cri de la Harpe)
- Blauserk (The Locus of Assemblage)
- Butterfly Bones (Between Existence Productions)
- Field of Drones (Arcolepsy Records)
- Ice Against My Skin (Arrêt Arrêt Recordings)
- Ichneumon (TIBProd)
- Same River Twice (Drone Records), 7"
- Scouring Thin Bones (Noiseusse)
- Tense Surfaces (Panospria)
- The Taste of Summer on Your Skin (Taâlem), deel 1

2005
- 24.2.24.4. (Dark Winter)
- At Home with... (Infraction)
- Candescence (Verato Project)
- Figures (Transient Frequency)
- Periodic (Crucial Bliss)
- Remixes (Arcolepsy Records)
- Skein of Veins (Phoniq)
- Songs of Flowers & Skin (Zunior Records)
- Still My Beating Heart Beats (Pertin_nce)
- The Taste of Summer on Your Skin, (Taâlem), deel 2
- Traumerei (Evelyn Records)
- Undercurrents (Zenapolae)
- Metin the Final Circle (Mirkalemusik)

2006
- 030706 (City of Glass)
- Approaching a Black Hole (Fargone Records)
- Dog Fox Gone to Ground (Afe Records)
- Loop studies 2
- Oneiromancer (Die Stadt), een speciale uitgave bevat tevens een concertregistratie
- Peau Sensible (Zenapolæ)
- Pendulum (Gears of Sand)
- Still My Beating Heart Beats (Pertin_nce)
- The Sea Swells a Bit… (A Silent Place)

2007
- Broken & Remade (Volubilis Records)
- Concretion (.Angle.Rec.)
- Convs. w/ Myself (Evelyn Records)
- Dance of Lonely Molecules (Blade Records)
- Exoskeleton heart (Crucial Bliss)
- Figures (Volubilis Records)
- Green & Cold (Gears of Sand)
- I Will Always and Forever Hold You in My Heart and Mind (Small Doses)
- Noise of Silence (Hyperblasted)
- Scalpel (The Kora Records)
- Second Week of the Second Month (Kikapu Net.Label)
- Thoughtspan (Tosom)

2008
- Fragile Movements in Slow Motion (Universal Tongue)
- Book of Nods (Beta-lactam)
- Suchness #1 (Gears Of Sand)
- I wish too, to be absorbed (Important Records)
- fantasma parastasie (Alien8)

2009
- 20080307 (Walnut + locust)
- Blue Figures (Basses Frequences)
- Dry (Install)
- Gathering Blue (Equation Records)
- Live in Montreal (Blocks Recording Club)
- PMT#60 Playmytape @ Dom Club (Play MY Tape)

2010
- Liminoid/Lifeforms (Alien8 Recordings)
- Passing Thru (Beta-lactam Ring Records), nog niet verschenen

2011
- Still life
- Noise of silence
- Green figures
- Closure axioms

2012
- The spectrum of distraction
- Origins & Revolutions
- Smokefall
- Smudging

2013
- Mépris
- Souvenirs of the eternal planet
- Already drowning
- Cameo
- Aneira
- Glass crocodile medicine

2017
- Aberration (Somewherecold Records)

Samenwerking met andere artiesten
2007
- An Open Letter to Franz Kafka, met Beta Cloud (Laughing Bride Media)
- Nagual, met Todd Merrell & Patrick Jordan (aRCHIVE)
- Orange, met thisquietarmy (thisquietarmy Records)
- Live Collaboration, met Leah Buckareff & Datashock (Meudiademorte/Hlava Temple)

2008
- Fantasma Parastasie, met Tim Hecker (Alien8 Recordings)

2009
- Live 2008-14-11, met Brandon Valdivia (Universal Tongue)
- A Picture of a Picture, met This Quiet Army (Killer Pimp)
- Birch white met Whisper Room (Elevation Records)

Gedeelde albums
2005
- Untitled, met Z'EV, John Duncan & Fear Falls Burning (Die Stadt)

2009
- Colorful Disturbances, met Noveller (Divorce)
- The Sun is Bleeding & Has Black Hands, met ARC (Kokeshidisk)

Nadja
2003
- Touched (Deserted Factory Records)
- Skin Turns to Glass (Nothingness Records)
- Corrasion, met Moss (Foreshadow Productions)

2004
- I Have Tasted the Fire Inside Your Mouth (Deserted Factory Records)

2005
- Bodycage (Nothingness Records)
- Bliss Torn from Emptiness (Fargone Records)
- Truth Becomes Death (Alien8 Recordings)
- Absorption Split met Methadrone

2006
- Trembled (Profound Lore Recordings)
- We Have Departed the Circle Blissfully, met Fear Falls Burning (Conspiracy Records)

2007
- Thaumogenesis (Archive Records)
- Guilted by the Sun (Roadburn Records)
- Radiance of Shadows (Alien8 Recordings)
- 12012291920/1414101, met Atavist (Invada Records)
- Fear Falls Burning and Nadja (Conspiracy Records)

2008
- Desire in Uneasiness (Crucial Blast Records)
- Long Dark Twenties 7" (Anthem Records8)
- Trinity (Die Stadt Musik)
- The Bungled & the Botched (ConSouling Sounds)

2010
- Autopergamene (Essence music)

ARC
Mnemosyne
2003
- Spiritsized (Arcolepsy Records)

2004
- The Air Grows Small Fingers (Piehead Records)